# Kovanice
Kovanice település Csehországban, a Nymburki járásban. Kovanice Písková Lhota, Poděbrady, Nymburk és Hořátev településekkel határos. Lakosainak száma 922 fő (2024. január 1.).

## Népesség
A település lakosságának változását az alábbi diagram mutatja:
| Lakosok száma | 912  | 927  | 992  | 750  | 690  | 720  | 839  | 847  | 895  | 922  |
|               | 1869 | 1890 | 1921 | 1950 | 1980 | 2001 | 2017 | 2019 | 2022 | 2024 |